# 森泰一郎
森 泰一郎（もりたいいちろう、1988年 -）は、日本の経営コンサルタント、実業家。株式会社森経営コンサルティング代表取締役、株式会社ask technologies代表取締役。

## 略歴
株式会社森経営コンサルティング代表取締役。
実家が会社を経営していることから、将来は中小企業を救う仕事がしたいと経営コンサルタントを志す。
東京大学大学院経済学研究科経営専攻修了。
大学院在学中に経営戦略論を研究し、共著を出版。
また、経営コンサルティングファームにて2年間のインターンを経て経営コンサルティングファームに就職。
その後、著名ITベンチャー企業の経営企画、ITベンチャー企業の取締役を経て現職。
主に大手企業やベンチャー企業の新規事業開発、M&Aのアドバイザリーを中心に、幅広いコンサルティング活動を行う。
2017年から幻冬舎ゴールドオンライン、2018年からBusiness Insiderへの寄稿を開始。
2020年8月、翔泳社から初の単著『アフターコロナの経営戦略』を出版。
同書はAmazonランキングの2部門で1位を獲得した。
2021年2月、翔泳社から『アフターコロナのマーケティング』を出版。
2021年11月、翔泳社から『ニューノーマル時代の経営学』を出版。

## 著書

### 単著
- 『アフターコロナの経営戦略』翔泳社、2020年8月。ISBN 978-4798167695 [4]
- 『アフターコロナのマーケティング』翔泳社、2021年2月。ISBN 978-4798169606[6]
- 『ニューノーマル時代の経営学』翔泳社、2021年11月。ISBN 978-4798169606[6]

### 共著
- 藤本隆宏、野城智也、安藤正雄、吉田敏『建築ものづくり論』東京大学ものづくり経営研究シリーズ有斐閣、2015年7月。ISBN 978-4641164147[3]

## 出演

### テレビ
- 深層NEWS　五輪初の延期…課題も　会場や費用どうする？　「もう限界」観光業界　（2020年3月25日）[7]